# Мурахолов рудоволий
Мурахоло́в рудоволий (Formicarius rufifrons) — вид горобцеподібних птахів родини мурахоловових (Formicariidae).

## Поширення
Вид поширений в Центральній та Південній Америці від Коста-Рики до Перу. Живе у тропічних та субтропічних дощових лісах.

## Опис
Птах завдовжки 18-19 см, вагою 65—82 г. Тіло міцне з короткими закругленими крилами, довгими і сильними ніжками і коротким квадратним хвостом. Спина, крила та боки темно-коричневі. Верх голови червонувато-коричневий. Лицьова маска, горло та хвіст чорні. Груди, черево та підхвістя рудого забарвлення. Дзьоб довгий і тонкий, чорного кольору.

## Спосіб життя
Мешкає у вологих лісах з густим підліском з геліконії. Трапляється поодинці або парами. Більшу частину дня проводить на землі, шукаючи поживу, рухаючись досить повільно і обережно, готовий сховатися в гущавині підліску за найменшої небезпеки. Живиться комахами та іншими дрібними безхребетними.